# 伊川县
34°25′17.30″N 112°25′32.27″E / 34.4214722°N 112.4256306°E
伊川县位于中国河南省中西部，是洛阳市南部下辖的一个县。辖境东南与汝州市、汝阳县接壤，南与嵩县毗邻，西与宜阳县交界，北与洛龙区、偃师区相邻，东与登封市相连。縣人民政府駐城關街道。

## 历史
1927年，析洛阳、登封、伊阳（今汝阳）、临汝（今汝州）等县各一部，置自由县；析洛阳、嵩县、伊阳、宜阳等县各一部，置平等县。
1932年，平等、自由两县合并，成立伊川县。
1945年2月，成立伊西县。抗日战争胜利后撤销。
1947年8月，成立宜南县；又划伊阳县之陶营、蔡店、蟒庄一带归伊川县。
1949年2月，撤销宜南县，伊川、伊阳两县各恢复原辖区，均属洛阳专区。
1986年2月，洛阳地区撤销，伊川县归洛阳市管辖。

## 行政区划
伊川县下辖2个街道办事处、12个镇、1个乡：
城关街道、河滨街道、鸣皋镇、水寨镇、彭婆镇、白沙镇、江左镇、高山镇、吕店镇、半坡镇、酒后镇、白元镇、鸦岭镇、葛寨镇和平等乡。

## 人口
根据(河南省)洛阳市第七次全国人口普查公报显示：伊川县常住人口为792841人    ，男性人口占比50.26%，女性人口占比49.74%，年龄结构中0-14岁占比26.49%，15-59岁占比57.58%，60岁以上占比15.93%，65岁以上占比11.57%。

## 交通
- 343国道过境。

## 经济
伊川县为河南较具实力的县（市）之一，2011年GDP总量为2,729,136万元（折合299,924万美元），位居河南各县（市）第十八位；人均GDP为36,037元，居第25位。
本县产“杜康”白酒。伊川县并非唯一的杜康原产地声称者，同属洛阳的汝阳县以及陕西省白水县都产有“杜康”白酒，也都声称自己才是杜康源祖。洛阳将伊川、汝阳二杜康合并后，即遭遇了与白水的“杜康”商标侵权纠纷诉讼并败北。伊川杜康酒为中国地理标志产品。